# Dațenkivka, Lebedîn
Dațenkivka (în ucraineană Даценківка) este un sat în comuna Vorojba din raionul Lebedîn, regiunea Sumî, Ucraina.

## Demografie
Componența lingvistică a localității Dațenkivka
     Ucraineană (98,31%)
     Rusă (1,69%)
Conform recensământului din 2001, majoritatea populației localității Dațenkivka era vorbitoare de ucraineană (98,31%), existând în minoritate și vorbitori de rusă (1,69%).